# Universal (телеканал)
Universal (англ. Universal Channel) — канал зарубежных сериалов и художественных фильмов. Программа канала включает полный список лучших фильмов и сериалов — как современных, так и киноклассику от Альфреда Хичкока и Клинта Иствуда.

## В России
В рамках стратегического развития компании NBC Universalal Global Networks её телеканал Universal Channel начал вещание в России 29 мая 2008 года. Он вошёл в базовый расширенный и базовый пакеты цифровой платформы «НТВ-Плюс», а позже — в пакет платформы VIVA TV (Орион Экспресс) . Российские телезрители получили возможность смотреть развлекательные программы, в том числе известные сериалы и блокбастеры от таких известных производителей, как NBCUniversal, CBS Paramount и BBC
Запуск канала Universal Channel в России ознаменовал значительный прогресс в реализации стратегических планов NBCU по расширению своей международной деятельности на ключевых рынках. Эти планы ещё в апреле 2007 года озвучили Джеф Дзукер, президент и генеральный директор компании, и Питер Смит, президент NBC Universal International. 19 марта 2010 телеканал появился в социальном пакете кабельного телевидения ТКТ-ТВ в Санкт-Петербурге. 28 декабря 2010 телеканал появился в социальном пакете кабельного телевидения «НКС» (ныне — «Ростелеком») в Москве в тестовом режиме, на частоте 831,25 МГц. 5 августа 2013 года канал увеличил время вещания на 100 минут.
С марта 2010 года телеканал доступен абонентам спутниковой платформы «Континент ТВ».
С сентября 2010 года телеканал доступен абонентам спутниковой платформы «Телекарта».
В ночь с 30 апреля на 1 мая 2015 года телеканал (вместе с телеканалом «E! Entertainment») прекратил своё вещание на территории России в связи с уходом компании «NBCUniversal» с российского рынка.
В российском представительстве компании особо подчеркнули в комментарии, что решение не связано с какими бы то ни было санкциями или политической ситуацией — вопрос чисто экономический. Однако понятно, что в данном случае речь идёт об экономических последствиях политических решений.
В частности, по экономике каналов сильно ударило кардинальное снижение доходности из-за ограничений по рекламе, введённых летом 2014. В дальнейшем компания должна была ещё и снизить долю владения российскими активами.
27 января 2020 года вещание канала было прекращено в Великобритании. На его месте вещает канал «Sky Comedy».

## Телепрограммы
| - Ясновидец (англ. Psych) - Напарники (англ. Dalziel & Pascoe) - Доктор Хаус (англ. House MD) - Числа (англ. Numb3rs) - Менталист (англ. The Mentalist) - Хорошая жена (англ. The Good Wife) - Доктор Кто (англ. Doctor Who) | - Сестра Джеки (англ. Nurse Jackie) - Крутой Уокер: правосудие по-техасски (англ. Walker, Texas Ranger) - Форс-мажоры (Иски) (англ. Suits) - Детектив Монк (Дефективный детектив) (англ. Monk) - Родословная семьи (Who Do You Think You Are?) - Гавайи 5.0 (Полиция Гавайев) (англ. Hawaii Five-0) - Пациент всегда прав (англ. Royal Pains) - Детектив Нэш Бриджес (англ. Nash Bridges) |